# غونکیانوس کارنه‌تسی
غونکیانوس کارنه‌تسی (ارمنی: Ղունկիանոս Կարնեցի؛ انگلیسی: Łunkianos Karnetsi زادهٔ ۱۷۸۱ - درگذشته ۱۸۴۱؟)، شاعر، عاشوق، موسیقی‌دان  اهل ارمنستان بود.

## زندگی‌نامه
زادگاه خویش کارین (ارزروم فعلی) را در سنین کودکی ترک نمود. به ایران سفر نمود. برای راهب شدن به لبنان رفت ولی از … مذهبی خویش منصرف شد و به مصر نقل مکان نمود. … به زبان‌های ارمنی و ترکی شعر سرود.